# Eugène Ysaÿe
Eugène Auguste Ysaÿe (n. 16 iulie 1858, Liège, Valonia, Belgia – d. 12 mai 1931, Brussel, Comunitatea Francofonă din Belgia⁠(d), Belgia) a fost un violonist, dirijor, compozitor și pedagog belgian.